# Tanja Stern
Tanja Stern (* 15. Juli 1952 in Ost-Berlin) ist eine deutsche Schriftstellerin.

## Leben
Tanja Stern wurde als Tochter der DDR-Journalisten Heinz und Katja Stern geboren. Ihr Großvater war Victor Stern, kommunistischer Philosoph und Dekan an der Parteihochschule „Karl Marx“.
Sie legte 1971 das Abitur am Grauen Kloster Ost-Berlin ab (damals 2. EOS Berlin-Mitte) und begann anschließend ein Studium der Theaterwissenschaften an der Theaterhochschule „Hans Otto“ Leipzig, das sie 1975 mit dem Diplom abschloss.
Nach einem Jahr in der Spielfilmredaktion des Fernsehens der DDR, die sie wegen persönlicher Differenzen verließ, arbeitete Tanja Stern als Bibliothekarin, Buchverkäuferin und ab 1981 als Sekretärin im damaligen VEB Transformatorenwerk Oberspree (TRO), allerdings nur von Freitagmittag bis Sonntagabend, denn gleichzeitig absolvierte sie von 1981 bis 1984 ein Fernstudium am Literaturinstitut „Johannes R. Becher“ Leipzig. Seit 1997 ist sie freiberufliche Autorin. Sie lebt in Wildau bei Berlin und veröffentlicht ihre Werke seit 2008 im Independent Publishing.
Tanja Stern debütierte mit dem Erzählungsband Fern von Cannes, der 1985 im Buchverlag Der Morgen, Ost-Berlin, erschien und den Frust junger Menschen in der DDR thematisierte. Nach der Wende bereitete sie in dem Kinderbuch Kater Theo und die vier Gerechten das Ost-West-Problem für Kinder auf. In der Novellentrilogie Opernmorde. Drei Verdi-Opern in Prosa erzählt interpretierte sie drei bekannte Verdi-Opern (Der Troubadour, Ein Maskenball, Rigoletto) in der exaltierten Sprache des 18. Jahrhunderts. Später standen historische und literaturwissenschaftliche Themen im Zentrum ihres Interesses. 2012 schilderte sie in dem Erinnerungsbuch Der Apparat und die Seele die Geschichte ihrer kommunistisch geprägten Familie. In der Folge entstanden verschiedene Arbeiten zur DDR- und Kommunismusgeschichte. Tanja Stern gestaltet auch Kunstkalender.

## Rezeption
Sterns Debüt, der Erzählungenband Fern von Cannes, wurde in der DDR-Presse gut, meist aber nur partiell gut, beurteilt. Ingrid Kirschey-Feix lobte in der Jungen Welt: „Sie versteht es, Konflikte zu gestalten. Ihr Spürsinn ist erstaunlich.“ Leicht kritisch äußerte sich Leonore Brandt im Sonntag: „Tanja Stern erzählt ihre Geschichten mit ironischer Distanz, sehr kenntnisreich und empfindsam, wenngleich sie manchmal nicht der Gefahr entgeht, Entwicklungen und Gefühle mehr zu behaupten als zu gestalten.“ In der Neuen Zeit hieß es: „Mit freilich unterschiedlichem Erfolg schafft Tanja Stern lehrreiche Distanz zu lebensfernen Egoisten, warnend auch vor der Mitschuld von Elternhaus und Schule an falschen Illusionen und Selbstdünkel.“ Die beiden ersten Erzählungen rutschen, nach Meinung des Rezensenten, allzu sehr in Klischees, am eindrücklichsten sei die Titelerzählung gelungen. Dieselbe Auffassung vertrat Christel Berger im Neuen Deutschland, indem sie die Personengestaltungen als klischeehaft herausstellte und somit „langweilig und unzureichend“ fand. Nur die letzte der drei Geschichten zeige, „daß die Autorin auf dem Weg ist, Schablonen zu verwerfen“. Sabine Karradt sah die Figurenzeichnung ebenfalls kritisch. In Der Morgen schrieb sie, „der Versuch, die Probleme Jugendlicher darzustellen“ gehe „nicht ganz auf“. Nur die Figur des Sascha in der Titelerzählung sei differenziert ausgestaltet und zeige eine Persönlichkeitsentwicklung.

## Zitat
„Künstlertum steht in meinen Geschichten als Metapher für diese Suche [nach einem schöpferischen Sinn] und den Wunsch, auf irgendeinem Gebiet einen Beitrag für die Fortentwicklung der Gesellschaft zu leisten, etwas Persönliches einzubringen. In Wissenschaft und Technik, Forschung und Technologie. Natürlich auch in der Kunst. Problematisch empfinde ich, daß nach meinen Erfahrungen, junge Leute in ihrem Elan, ihrem Drang neue Ideen durchzusetzen, oft gebremst werden.“

## Werke
- Fern von Cannes. Erzählungen. Buchverlag Der Morgen, Ost-Berlin 1985. (auch: Independent Publishing, 2015, ISBN 978-3-938105-00-9)
- Herzchen '88. Essay. In: Christel Hildebrandt (Hrsg.): Liebes- und andere Erklärungen – Texte von und über DDR-Autorinnen. Verlag Kleine Schritte, Bonn 1988, ISBN 3-923261-18-7, S. 22ff.
- Kater Theo und die vier Gerechten. Kinderbuch. Erika Klopp Verlag, Hamburg 1999, ISBN 3-7817-1948-0. (auch als: Aktion Kater Theo. Kinderbuch. Independent Publishing 2011, ISBN 978-3-938105-11-5)
- Die ungelebte Zukunft Georg Büchners. Essay. In: Dietmar Goltschnigg (Hrsg.): Georg Büchner und die Moderne, Texte, Analysen, Kommentar. Band 3: 1980–2002. Erich Schmidt Verlag, Berlin 2004, ISBN 3-503-06108-8.
- Opernmorde. Drei Verdi-Opern in Prosa erzählt. Independent Publishing, 2008, ISBN 978-3-938105-13-9.
- Der Apparat und die Seele. Familiengeschichte mit verdorbenem Finale. Independent Publishing, 2012, ISBN 978-3-938105-18-4.
- Geheime Skandale. Verschwiegenes aus dem Kalten Krieg. Independent Publishing, 2015, ISBN 978-3-938105-31-3.
- Industriesalon Schöneweide e. V. (Hrsg.): Das Kabelwerk Oberspree. Bruchstücke eines Industriegiganten. (= Großbetriebe in Schöneweide. Band I). Berlin 2015, OCLC 970353858.
- Die Schwestern Gehrmann. Zwei deutsche Kommunistinnen zwischen Engagement und Resignation. In: Jahrbuch für Kommunismusforschung 2015. Metropol Verlag, Berlin 2015, ISBN 978-3-86331-225-1.
- Wahnsinnstaten. Drei historische Fälle von erweitertem Selbstmord. Independent Publishing, 2016, ISBN 978-3-938105-33-7.
- Industriesalon Schöneweide e. V. (Hrsg.): Das Transformatorenwerk Schöneweide. Pionier der Elektroindustrie. (= Großbetriebe in Schöneweide. Band II). Berlin 2016, OCLC 970353713.
- Sie spielte nur einen Sommer. Die Geschichte der Pia Degermark. (= Vergessene Künstler. Band 1). Independent Publishing, 2017, ISBN 978-3-938105-35-1.
- Bonzenreise – auf großer Fahrt mit der Völkerfreundschaft. (Historischer Reisebericht). Independent Publishing, 2018, ISBN 978-3-938105-38-2.
- Dem Urlaubsmord entgegen. (DDR-Krimi). Independent Publishing, 2019, ISBN 978-3-938105-40-5.
- Weißer Ritter, rotes Herz. Dean Reed in der DDR. Independent Publishing, 2020, ISBN 978-3-938105-45-0.
- Vergessene Künstler. Drei Schauspieler zwischen Erfolg und Absturz. Independent Publishing, 2021, ISBN 978-3-938105-52-8.

## Stipendien
- 1989: Stipendium des Kulturfonds der DDR
- 2003: Drehbuchförderung der Filmboard Brandenburg GmbH
- 2004: Stipendium der Stiftung Kulturfonds der neuen Bundesländer